# خسرو معصومی
خسرو معصومی (زاده ۱ مرداد ۱۳۳۴ در بهشهر کارگردان و نویسنده سینما اهل ایران است.

## زندگی‌نامه
خسرو معصومی متولد ۱۳۳۴ شهرستان بهشهر، بزرگ شده روستای کوهستان دانش‌آموخته سینما و تلویزیون از دانشکده هنرهای دراماتیک است. وی از سال ۱۳۵۵ فعالیت خود را در سینمای آزاد بندرعباس آغاز کرد و از اوایل دهه ۱۳۶۰ با کارگردانی فیلم‌های کوتاه و بلند ادامه فعالیت داد. سپس اولین فیلم سینمایی خود را در سال ۱۳۶۵ با نام «ملاقات» ساخت.
همهٔ حضورهای بین‌المللی وی عبارتند از: فیلم دوران سربی سال ۱۹۸۶ شرکت در جشنواره‌های پزارو ایتالیا، پراگ، دهلی فیلم رسم عاشق‌کشی سال ۲۰۰۴ شرکت در جشنواره شانگهای چین برنده بهترین فیلم سال ۲۰۰۵ تقدیر شده در جشنواره‌های مسکو، دنور آمریکا، دانشگاه یوسی‌ال و دهلی و آسیا پاسفیک فیلم جایی در دور دست سال ۲۰۰۶ شرکت در جشنواره قاهره مصر برنده بهترین کارگردانی فیلم باد در علفزار می‌پیچد سال ۲۰۰۸ شرکت در جشنواره بین‌المللی فیلم پیونگ‌یانگ کره شمالی برنده بهترین کارگردانی سال ۲۰۰۷ شرکت در جشنواره بین‌الملل فیلم فجر برنده سیمرغ بلورین بهترین فیلم سال ۲۰۰۸ تقدیر شده در جشنواره‌های سیاتل آمریکا، دانشگاه یوسی‌ال آمریکاسال 2010 بهترین فیلم داستانی جشنواره سیدنی استرالیا فیلم خرس سال ۲۰۱۲ شرکت در جشنواره شانگهای چین برنده بهترین فیلم سال ۲۰۱۲ شرکت در جشنواره فیلم آسیا پاسیفیک نامزد بهترین فیلم و بهترین کارگردانی سال ۲۰۱۲ شرکت در جشنواره آنتالیا ترکیه نامزد بهترین فیلم و بهترین کارگردانی سال ۲۰۱۲ شرکت در جشنواره اسلو نروژ تقدیر شده در بخش افق‌ها. او همچنین در سال ۲۰۱۳ به عنوان داور بخش اصلی جشنواره شانگهای چین انتخاب شد و در همین جشنواره (به دلیل برنده شدن دو بار جایزه اصلی در این جشنواره) بزرگداشت وی برگزار شد. همچنین داور جشنواره کوچی هندوستان در سال 2015 بوده است.

## آثار

### کارگردان
- کار کثیف (۱۳۹۶)
- تابو (۱۳۹۳)
- خرس (۱۳۹۰)
- غبار زمان (فیلم تلویزیونی) (۱۳۸۹)
- بچه‌های بهشت (سریال تلویزیونی) (۱۳۸۷)
- باد در علفزار می‌پیچد (۱۳۸۶)
- بیرون از بهشت (فیلم تلویزیونی) (۱۳۸۵)
- جایی در دوردست (۱۳۸۴)
- رسم عاشق‌کشی (۱۳۸۱)
- پر پرواز (فیلم) (۱۳۷۹)
- دلباخته (۱۳۷۸)
- سفر شبانه (۱۳۷۶)
- آقای بخشدار (۱۳۷۰)
- دوران سربی (۱۳۶۷)
- ملاقات (۱۳۶۵)

### نویسنده
- کار کثیف (۱۳۹۶)
- تابو (۱۳۹۳)
- خرس (۱۳۹۰)
- جایی در دور دست (۱۳۸۴)
- رسم عاشق‌کشی (۱۳۸۱)
- پر پرواز (۱۳۷۹)
- دلباخته (۱۳۷۸)
- سفر شبانه (۱۳۷۶)
- آقای بخشدار (۱۳۷۰)
- دوران سربی (۱۳۶۷)
- ملاقات (۱۳۶۵)
- زائر خلف (۱۳۶۳)

### تهیه‌کننده
- کار کثیف (۱۳۹۶)
- دوران سربی (۱۳۶۷)